# 신공공관리론
신공공관리론(new public management)은 전통적인 관료제를 극복하고 작은 정부를 구현하기 위해 개발된 행정학 이론이다. 1980년대 마거릿 대처 정부와 로널드 레이건 정부가 추진한 시장지향적인 정부 개혁에서 비롯되었다. 그 골자는 경쟁의 원리에 기반한 시장 체제를 모방해 정부 관료제의 효율성을 높이자는 것이다. 주요 정책 수단으로 인력 감축, 민영화, 재정지출 억제, 책임운영기관, 규제 완화 등이 있다.

## 배경
제2차 세계 대전 이후 유행하였던 수정자본주의의 결과로 서구 국가들은 막대한 복지비 지출 부담을 지게 되었고, 많은 국가들이 경제적 위기에 봉착하게 되었다. 이러한 경제적 위기를 극복하기 위해 정부의 역할과 기능을 대폭 축소하여야 한다는 신자유주의가 1970년대 중반 이후 새롭게 등장하였다. 신자유주의의 도래와 함께 민간의 경영기법과 경쟁을 관료제에 도입하자는 신공공관리론이 등장하였다.